# خوداباندینو
خوداباندینو (انگلیسی: Khudabandino) یک شهرک در شهرستان زیانچورینسکی استان باشقیرستان کشور روسیه است.